# Rimaszabadi
Rimaszabadi (1899-ig Rima-Lehota, szlovákul: Lehota nad Rimavicou) község Szlovákiában, a Besztercebányai kerületben, a Rimaszombati járásban.

## Fekvése
Rimaszabadi a Rimóca (Rimavica)-patak völgyében fekszik, 270 méteres tengerszint feletti magasságban, Rimaszombattól 17 km-re északra.
Keletről Rimazsaluzsány, északkeletről Rimabánya és rövid szakaszon Nyustya, északnyugatról Rimakokova, délkeletről Csehberek és Telep, délről pedig Kecege községekkel határos. Délnyugati határa egyben a Rimaszombati és a Poltári járás határa.
A község 30,0662 km²-es területe két kataszteri területre oszlik:
- Rimaszabadi (Rimavská Lehota) – 19,3311 km²
- Rimóca (Rimavica) – 10,7351 km²

## Élővilága

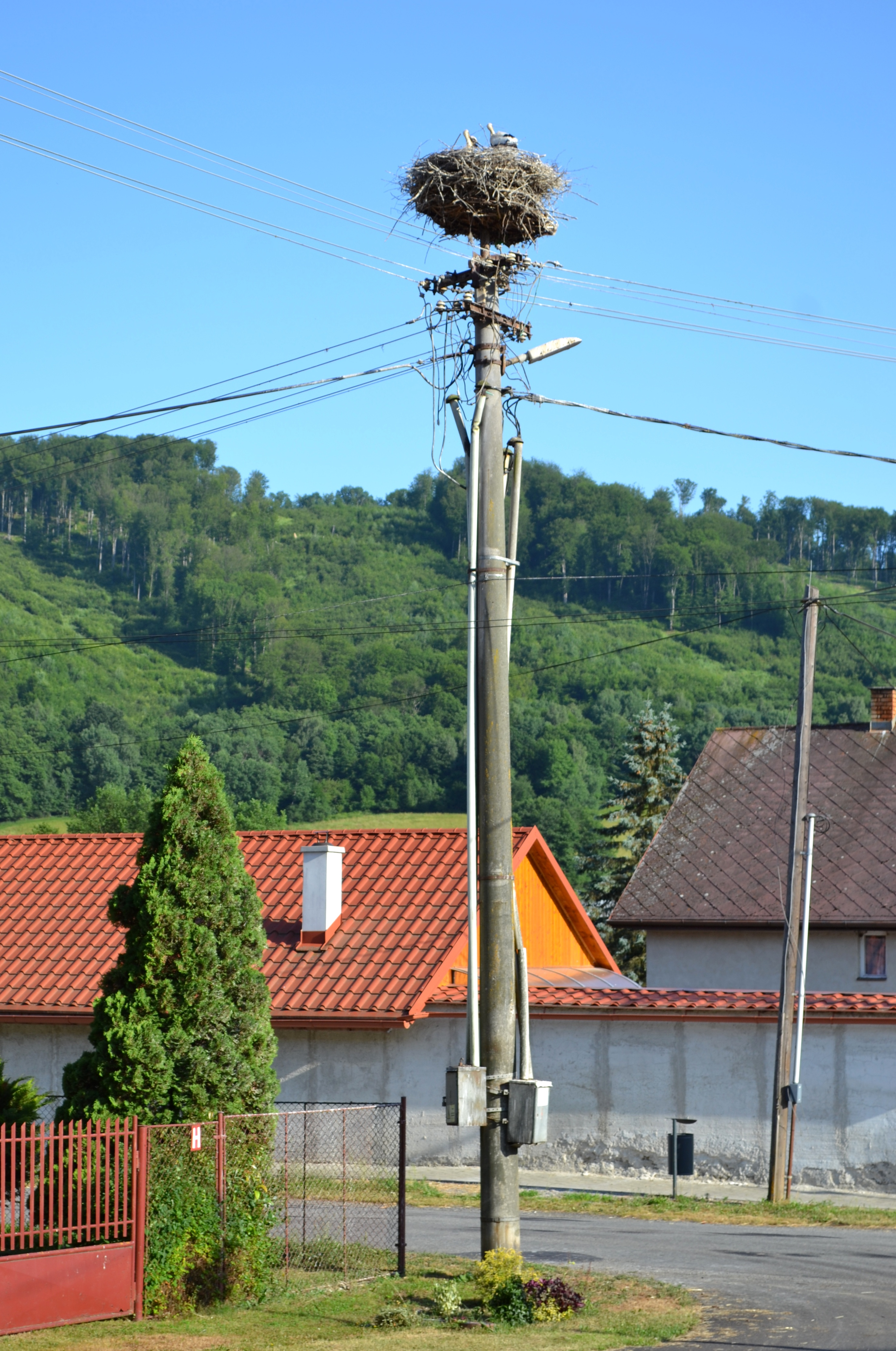

A faluban lévő gólyafészekben 2020-ban és 2021-ben is 3 fiókát számoltak össze.

## Története
A települést 1274-ben „Rymouch" alakban említik először. 1298-ban „Rymocha" néven szerepel. Első említése egy birtokvitával kapcsolatban történt, mely János kalocsai érsek és a Hont-Pázmány nembeli Miklós között zajlott. A falu a 14. században Ajnácskő váruradalmának része. A 15. században ráhói nemeseké volt, később több birtokossal rendelkezett. Lakói mezőgazdasággal, állattartással, bognármesterséggel foglalkoztak.
Vályi András szerint „Rima Lehota. Tót falu Hont Várm. földes Urai több Urak, lakosai leg inkább evangelikusok, fekszik Rima Bányának szomszédságában, mellynek filiája, legelője, fája elég, kaszállója kevés, piatzozása Rimaszombatban, a’ lakosok többnyire szántó vető, kerék, rotska, és dézsa tsinálók, földgye hegyes, és vad vizes."
Fényes Elek szerint „Rima-Lehota, tót f., Gömör és Kis-Honth egyesült vmegyében, 23 kath., 201 evang. lak. Bikkes és tölgyes erdejéből sok faeszközt készit. F. u. többen. Ut. p. Rimaszombat."
1805-ben 37 házát 272-en lakták. 1828-ban 24 házában 169 lakos élt. A 19. században területén vasgyár működött. 1863-ban egy tűzvészben az egész falu leégett.
Gömör-Kishont vármegye monográfiájában „Rimalehota, rimamenti tót kisközség, 53 házzal és 308 ág. h. ev. lakossal. Hajdan Ajnácskővár tartozéka volt. Későbbi birtokosai a Ruthényi és a Kende családok voltak. Most a rimamurány-salgótarjáni vasmű r.-t.-nak van itt nagyobb birtoka. Lakosai azelőtt kitűnő faeszközöket készítettek és közülök sokan ma is faabroncs- és seprőkészítéssel foglalkoznak. 1863-ban az egész község leégett. Az ág. h. ev. templom 1852-ben épült. A község postája, távírója és vasúti állomása Rimabánya. Ide tartoznak Farkasvölgy és Zapacs telep."
A trianoni diktátumig területe Gömör-Kishont vármegye Rimaszombati járásához tartozott.
1957-ben Rimaszabadihoz csatolták a korábban önálló Rimóca (Rimavica) községet.

## Népessége
| Év:            | 1994. | 2004.   | 2014.    | 2024.   |
| -------------- | ----- | ------- | -------- | ------- |
| Emberek száma: | 344   | 331     | 270      | 257     |
| Eltérés:       |       | -3,77 % | -18,42 % | -4,81 % |

| Év:            | 2023. | 2024. |
| -------------- | ----- | ----- |
| Emberek száma: | 257   | 257   |
| Eltérés:       |       | +0 %  |

1910-ben 303, túlnyomórészt szlovák anyanyelvű lakosa volt.
2001-ben 333 lakosából 322 szlovák volt.
2011-ben 283 lakosából 261 szlovák volt.

## Nevezetességei
- Evangélikus temploma 1796-ban épült.

## Külső hivatkozások
- A község a régió honlapján
- E-obce.sk Archiválva 2007. december 8-i dátummal a Wayback Machine-ben
- Rimaszabadi Szlovákia térképén
- Rimaszabadi címere